# Sentidos congelados
Sentidos congelados es el primer álbum de estudio, perteneciente a la banda de dark y post punk argentina La Sobrecarga. Fue editado por la CBS en el año 1986 y de este material sobresalen los éxitos "Conexión París", "Viajando hacia el este" y "Acción y reacción". El disco llegó a publicarse en Argentina y Perú simultáneamente, logrando vender alrededor de 30.000 copias, siendo su álbum más exitoso.

## Grabación y promoción
Para 1985, La Sobrecarga ya gozaba de cierta popularidad entre el público local, y por medio de Poppy Manzanedo, quién los había escuchado en vivo, les consigue un contrato de grabación con Columbia Records, quienes les solventan la producción de su primer LP, el cual fue íntegramente producido por la misma banda bajo la supervisión de Horacio Martinez. La portada del álbum funciona como tributo a Unknown Pleasures de la banda inglesa Joy Division. Para promocionar el álbum, la banda realizó una extensa gira durante 1986, junto a Sumo, además de haber realizado dos presentaciones en el programa "Badía&Co".

## Canciones
Todas las canciones escritas y compuestas por La Sobrecarga. 
| N.º | Título                   | Duración |  |
| 1.  | «Viajando hacia el este» | 4:37     |  |
| 2.  | «Sombras españolas»      | 4:10     |  |
| 3.  | «El viejo truco»         | 3:45     |  |
| 4.  | «Conexión París»         | 4:54     |  |
| 5.  | «El gran laboratorio»    | 2:53     |  |
| 6.  | «Sentidos congelados»    | 3:38     |  |
| 7.  | «Malos pensamientos»     | 5:35     |  |
| 8.  | «Viviendo en la línea»   | 4:30     |  |
| 9.  | «Acción y reacción»      | 5:07     |  |
| 10. | «Shock eléctrico»        | 3:51     |  |

## Personal
La Sobrecarga
- César Dominici – guitarra rítmica y voz
- Guillermo Robles – bajo
- Gustavo Collado – batería
- Horacio Villafañe – guitarra líder, piano en "El gran laboratorio"
- Pablo Palezza – percusión

Producción
- Horacio Martínez – dirección artística
- Guillermo Cimadevilla – fotografías
- Luciana Bochi – fotografías internas
- Cristina Aledo y Ernesto O'Demburg – arte de tapa